# Thu nhập cơ bản vô điều kiện

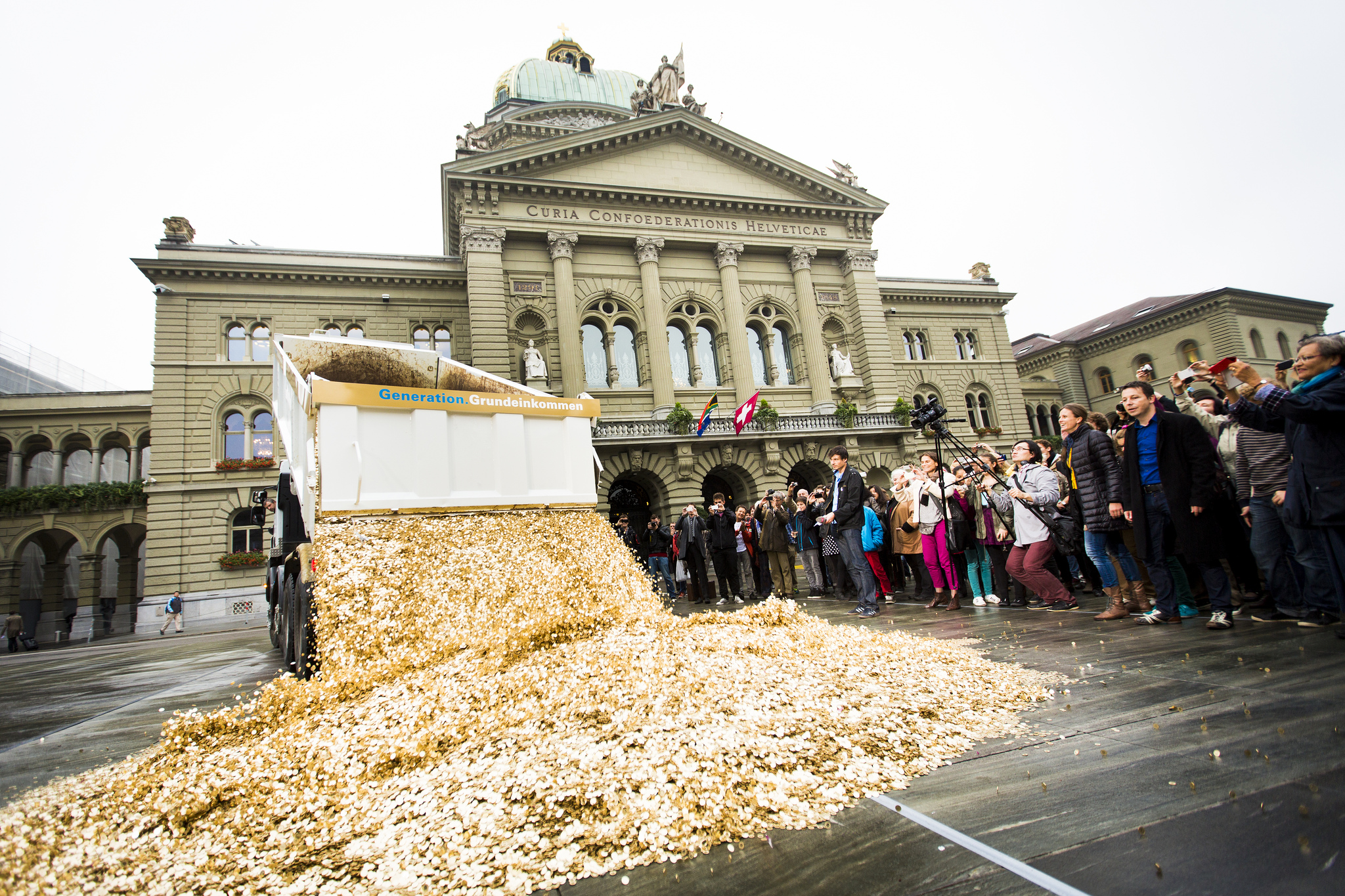
Vào ngày 4 tháng 10 năm 2013, các nhà hoạt động Thụy Sĩ cho Thu nhập cơ bản tổng quát đã tổ chức một buổi biểu diễn ở Bern với khoảng 8 triệu xu, một đồng xu đại diện cho một người trong dân số Thụy Sĩ, được đổ lên trên một quảng trường công cộng. Việc này được thực hiện để kỷ niệm việc thu thập thành công hơn 125.000 chữ ký, buộc chính phủ phải tổ chức cuộc trưng cầu dân ý Thụy Sĩ, 2016 về việc có nên hay không đưa khái niệm thu nhập cơ bản vào Hiến pháp Liên bang. Nỗ lực này đã không thành công, với 76,9% bỏ phiếu chống lại thu nhập cơ bản.

Thu nhập cơ bản vô điều kiện là một khái niệm chuyển giao tài chính theo chính sách xã hội. Nó được mô tả như một loại chế độ phúc lợi mới, trong đó tất cả công dân (hoặc thường trú nhân) của một quốc gia nhận được một khoản tiền thường xuyên, và vô điều kiện, từ chính phủ theo luật quy định và ngang hàng với nhau, mà không có đòi hỏi gì từ nhà nước là phải có hoặc đang tìm kiếm công ăn việc làm. Khoản tiền này được xem là thu nhập cơ bản thuần túy, hoàn toàn độc lập với bất kỳ thu nhập nào khác. Thu nhập vô điều kiện đủ để đáp ứng nhu cầu cơ bản của một người (bằng hoặc trên tiêu chuẩn người nghèo), được gọi là thu nhập cơ bản đầy đủ, còn nếu số tiền đó ít hơn tiêu chuẩn, nó được gọi là thu nhập cơ bản một phần. Thu nhập cơ bản có thể được thực hiện trên toàn quốc, theo vùng hoặc địa phương. Một số hệ thống phúc lợi có liên quan đến thu nhập cơ bản nhưng có một số điều kiện nhất định. Ví dụ, Bolsa Família ở Brasil giới hạn cho các gia đình nghèo và trẻ em có nghĩa vụ phải đi học.
Một hệ thống phúc lợi liên quan là thuế thu nhập tiêu cực. Giống như thu nhập cơ bản, nó đảm bảo tất cả mọi người (tất cả công dân đủ tuổi thành niên của một quốc gia) một thu nhập đều đặn với một số tiền nhất định. Nhưng không giống như một thu nhập cơ bản số tiền giảm dần đi khi thu nhập lao động tăng lên.
Ý tưởng mọi thành viên của xã hội được chia sẻ tổng thu nhập của xã hội đó kể cả khi không thiếu thốn được thảo luận trên toàn thế giới.